# Manic Miner (VBG Verze)
Manic Miner je česká hra z roku 1987. Řadí se mezi plošinovky. Pro počítače PMD 85 ji vytvořil Ladislav Gavar v rámci skupiny VBG Software. Inspirací byla stejnojmenná hra pro ZX Spectrum. Oproti té byla změněna řada věcí, i když základní hratelnost zůstala nezměněna.
Hráč ovládá horníka Willyho, který musí v komplexu 22 místností najít 139 klíčů na otevření východu. Tento úkol mu budou znesnadňovat různé příšery a také pasti jako třeba hladový krokodýl, či smrtící stromy. Navíc má hráč časový limit 2 hodiny. Hru lze také hrát v tréninkovém módu, který neobsahuje časový limit. Problém však je, že v tomto módu nelze otevřít bránu, protože je zavřená.
Ke hře existuje též cheat verze, která umožňuje aktivovat cheaty na nekonečné životy, či na to že hráči neublíží jisté věci jako například pád z vysoké výšky. Veze pro PMD 85-1 navíc obsahuje fungující editor místností. Stačí jen zadat JUMP 002F. Problém může působit to, že kurzor není vidět, a lze s ním vyjet z místnosti, což může způsobit technické problémy.